# Altmanns (Gemeinde Asparn)
Altmanns ist eine Ortschaft und eine Katastralgemeinde der Marktgemeinde Asparn an der Zaya im Bezirk Mistelbach in Niederösterreich. Die Ortschaft hat 117 Einwohner (Stand 1. Jänner 2024). Bis Ende 1969 war Altmanns eine selbständige Gemeinde.

## Geografie
Das Linsenangerdorf Altmanns liegt im nördlichen Niederösterreich auf einer Seehöhe von ca. 295 Meter nordwestlich von Mistelbach und am Westrand des Ladenbrunner Waldes. 

## Geschichte
Das Gebiet war bereits während des Neolithikum und der Latènezeit besiedelt. Im Jahr 1822 wurde der Ort als Dorf mit 35 Häusern erwähnt, das nach Hagenberg eingepfarrt war, wohin auch die Kinder eingeschult wurden. Die Herrschaft Ernstbrunn besaß die Ortsobrigkeit, übte die Landgerichtsbarkeit aus und besorgte die Konskription. Die Untertanen und Grundholde des Ortes gehörten den Herrschaften Ernstbrunn, Wolfpassing, Asparn an der Zaya und der Pfarre Oberleis. Laut Adressbuch von Österreich waren im Jahr 1938 in Altmanns ein Gastwirt und ein Schuster ansässig.
Mit 1. Jänner 1970 wurde im Zuge der Niederösterreichischen Kommunalstrukturverbesserung die bis dahin selbständige Gemeinde Altmanns nach Asparn an der Zaya eingemeindet.

## Sehenswürdigkeiten
- Südwestlich des Ortes befindet sich der sogenannte Simperlberg, ein mittelalterlicher Hausberg. Dieser besteht aus einem 8–10 Meter hohen Kegelstumpf, einem 40 × 25 Meter großen Plateau sowie einem Ringwall. Eine Sage besagt, die Schweden hätten den Berg zusammengetragen um davon Ausschau zu halten.
- Die der Heiligen Familie geweihte Kapelle, ein schlichter Bau aus dem 19. Jahrhundert.

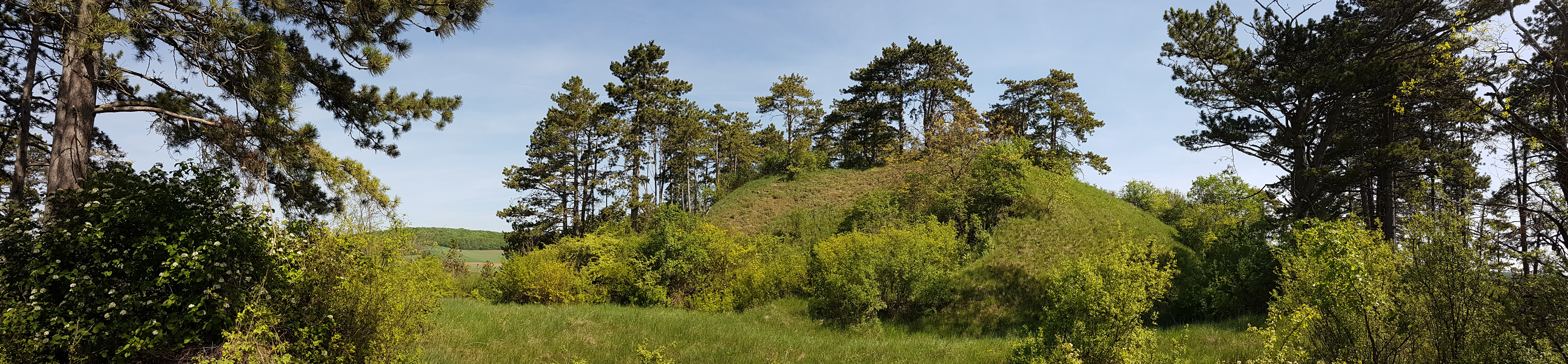
Kegelstumpf auf dem Simperlberg
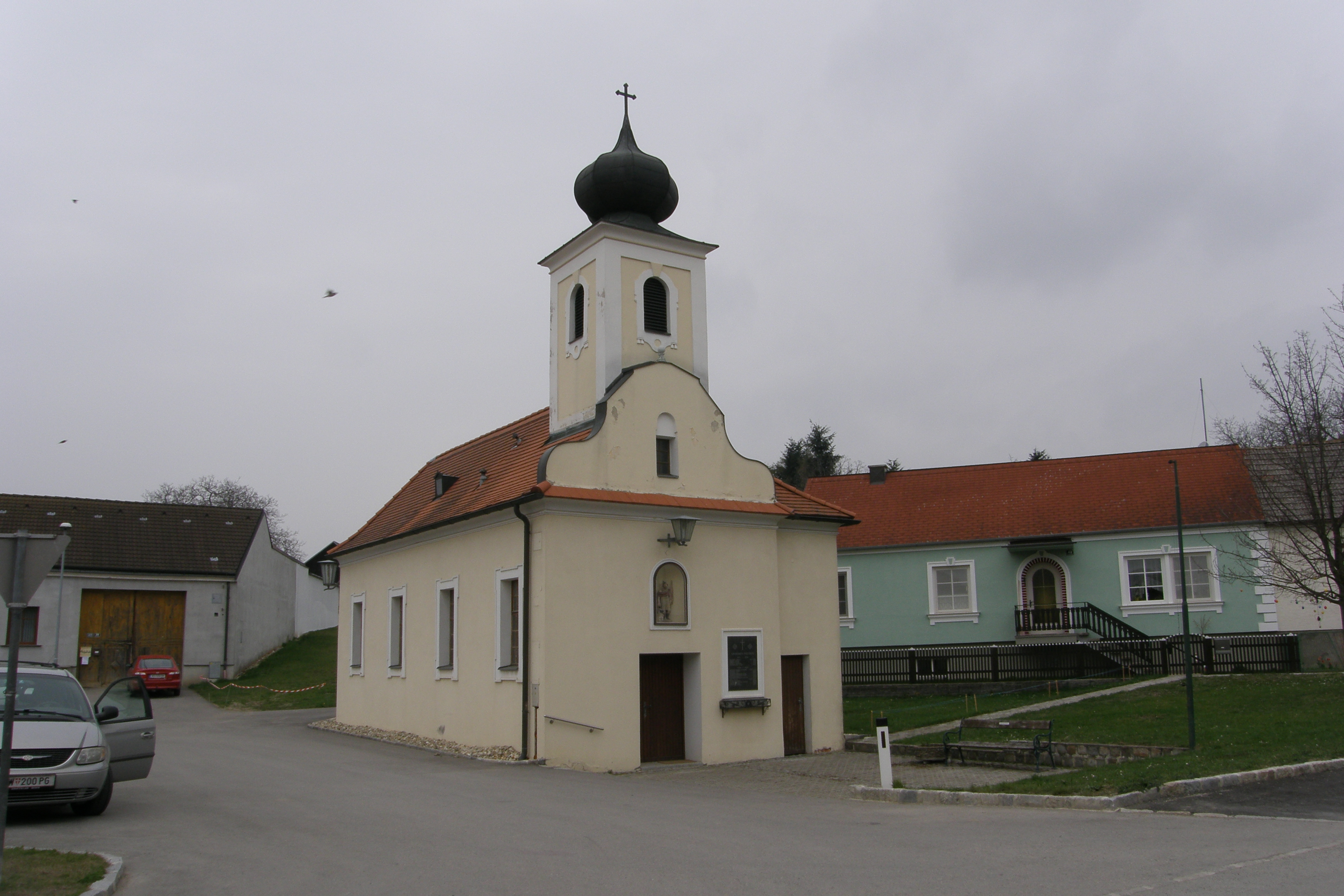
Ortskapelle Hl. Familie